# پیوتر گوئوواتسکی
پیوتر گوئوواتسکی (انگلیسی: Piotr Głowacki؛ زادهٔ ۲۹ مارس ۱۹۸۰) بازیگر اهل لهستان است.
از فیلم‌ها یا برنامه‌های تلویزیونی که وی در آن نقش داشته‌است، می‌توان به دختری از پستو، نامه به بابا نوئل ۲، فرصت دوباره، مفقودشدگان، بدون پنهان‌کاری، ماری کوری: جسارت دانش، خیوکا، خون از خون، کربلا، قانون حقیقی، نبرد ورشو ۱۹۲۰، اداره ترافیک، ۱۱ دقیقه، کوری، در خیابان سپولنی، در خوشی و سختی، رنگ‌های خوشبختی، عشق اول، دوستان، در اعماق جنگل،  خانه تاریک، در تاریکی، ۸۰ میلیون، اتاق خودکشی، جنایت‌های تاریک، خدایان، سیاره مجرد و بلفر اشاره کرد.